# Aleksei Mamikin
Aleksei Ivànovitx Mamikin fou un futbolista rus de les dècades de 1950 i 1960.
Fou 9 cops internacional amb la selecció de futbol de la Unió Soviètica amb la qual participà en la Copa del Món de Futbol de 1962.
Pel que fa a clubs, destacà a FC Dynamo Moscou i PFC CSKA Moscou.
Un cop retirat va viure una llarga carrera com a entrenador:
- 1966–1967 SKA Odessa
- 1967–1971 PFC CSKA Moscou (assistent)
- 1972 CSKA Moscou (futbol base)
- 1973–1975 GSVG, Alemanya Oriental
- 1976–1977 CSKA Moscou
- 1977–1978 CSKA Moscou (futbol base)
- 1979–1980 SKA Kyiv
- 1981 CSKA Moscou (futbol base)
- 1982 Zvezda Jizzakh
- 1984–1987 Escola de Futbol del Districte de Dzerzhinsky
- 1988–1994 CSKA Moscou (futbol base)
- 1996 FC Dynamo-3 Moscou (futbol base)